# Cooper T39

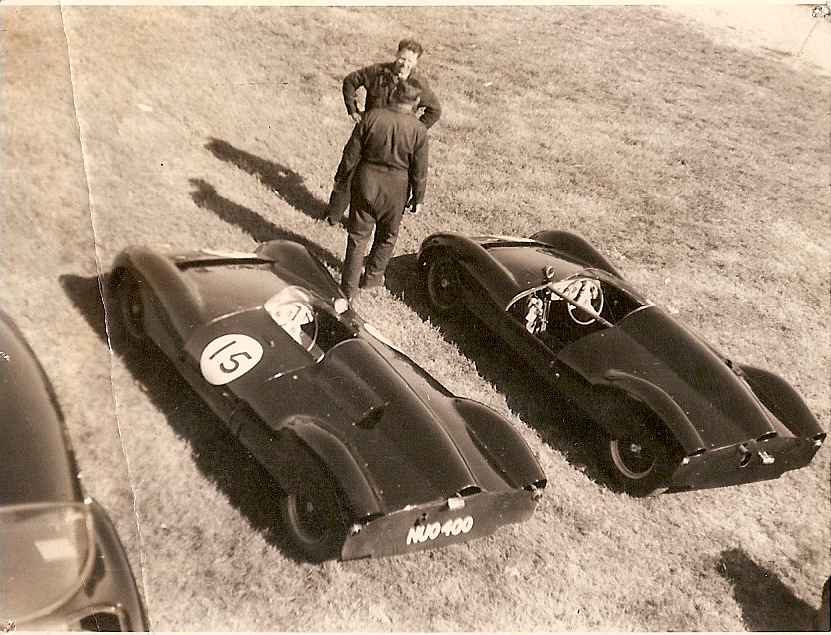
Der Cooper T39 von Tommy Sopwith (Startnummer 15) im Mai 1955 in Goodwood

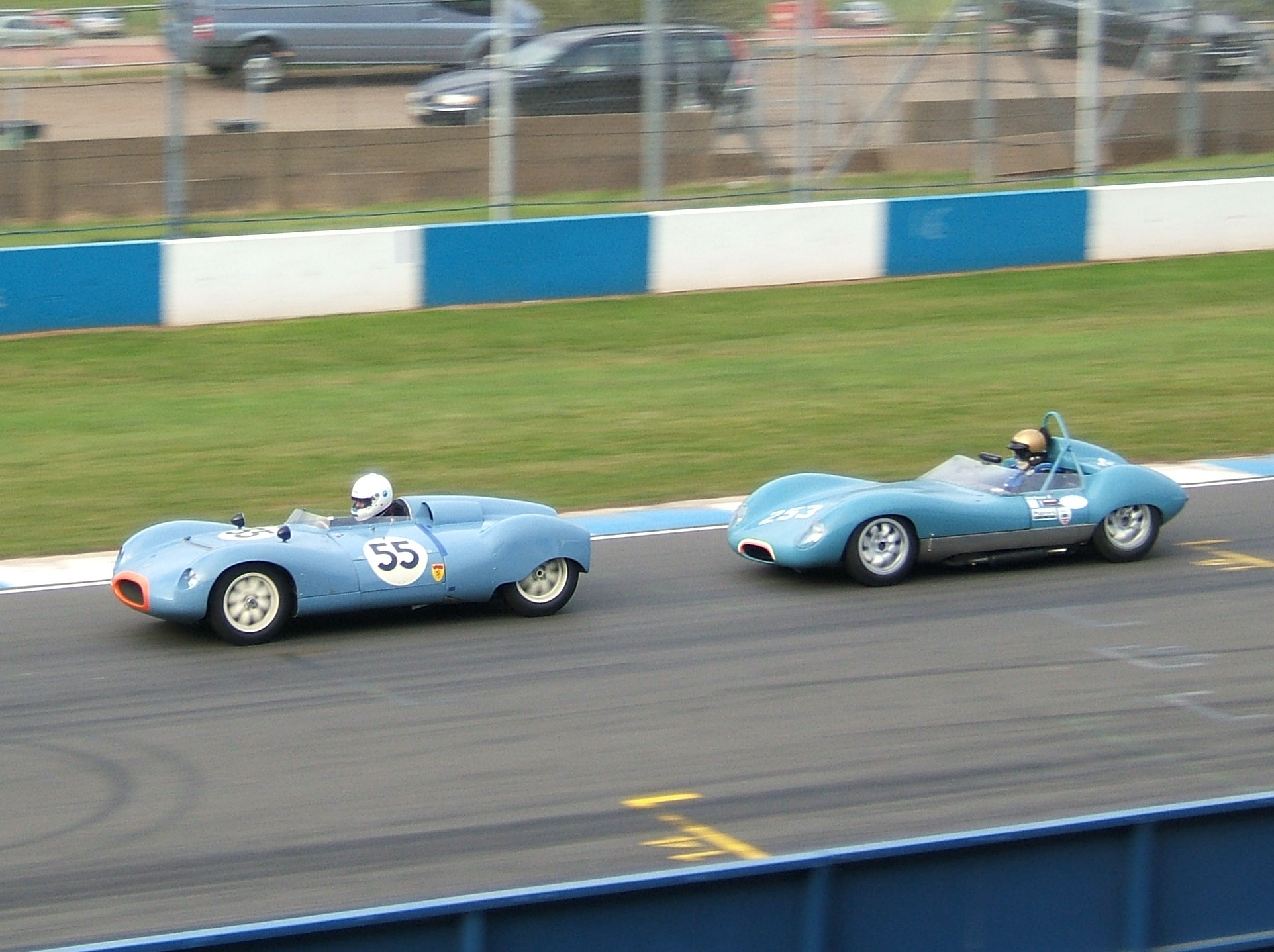
Ein Cooper T39 (links) und ein Lola MK1 2007 bei einem Rennen für historische Rennfahrzeuge in Donington

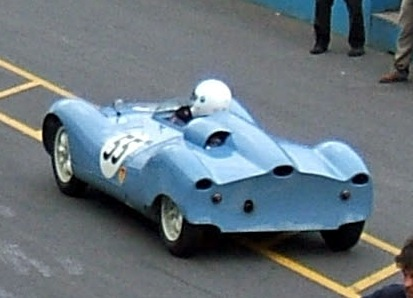
Kamm-Heck

Der Cooper T39 war ein Sportwagen, der 1955 bei der Cooper Car Company entwickelt wurde und bis 1964 bei Sportwagenrennen zum Einsatz kam.

## Entwicklungsgeschichte
Knapp nach dem Ende des Zweiten Weltkriegs begannen der britische Rennwagenkonstrukteur Charles Cooper und sein Sohn John mit dem Bau von Rennwagen. Für die Cooper Car Company entwickelten sie vorerst kleine Monoposto-Wagen der Rennformeln Junior und 3. Später kamen kleine Sportwagen hinzu.
Eine dieser Entwicklungen war der T39 „Bobtail“ von 1955. Das Fahrzeugkonzept hatte einiges mit den Monopostos gemein, wie einen Gitterrahmen, 15-Zoll-Räder, Trommelbremsen und die an Querlenkern und Querblattfedern einzeln aufgehängten Räder. Allerdings war der Motor nicht vorn, sondern hinter den Fahrer vor der Hinterachse angeordnet. Der erste Motor kam von Coventry Climax, ein 1,1-Liter-4-Zylinder-Reihenmotor, den es auch im Lotus Eleven gab. Über die Jahre verwendete Cooper auch andere Motoren in verschiedenen Fahrgestellen, zum Beispiel einen Motor von Volvo, Boxermotoren von Porsche, den 1,5-Liter-Coventry-Climax-FWB und einen 2-Liter-Bristol.
Der Cooper T39 hatte eine strömungsgünstige Karosserie aus Aluminium. Cooper versuchte durch extremen Leichtbau das Gewicht des Wagens so gering wie möglich zu halten. Einige Wagen wurden später umgebaut. Der US-amerikanische Rennfahrer Pete Lovely baute seinen T39 zu einem Monoposto-ähnlichen Wagen mit verkleideten Rädern um.

## Renngeschichte
Über die Jahre waren T39 bei 343 Rennveranstaltungen gemeldet, 613 einzelne Einsätze sind bekannt. 82 Gesamt- und 40 Klassensiege wurden erzielt.
Zum ersten Mal war ein T39 beim Osterrennen in Thruxton 1955 gemeldet. Am Steuer des Werkswagens saß Ivor Bueb, der das Rennen hinter Les Leston und Kenneth McAlpine (beide auf einem Connaught AL/SR) als Dritter beendete. Auch den ersten Sieg fuhr Bueb ein; er siegte zwei Wochen später bei einem Rennen in Brands Hatch.
In den 1950er-Jahren fuhren unterschiedliche Teams das Modell vor allem bei nationalen britischen Sportwagenrennen, aber auch bei den Langstreckenrennen der Sportwagen-Weltmeisterschaft. 1956 belegten Leech Cracraft und Red Byron beim 12-Stunden-Rennen von Sebring den 21. Gesamtrang und gewannen die Klasse für Sportwagen bis 1,1 Liter Hubraum. Beim 12-Stunden-Rennen von Reims 1956 fuhren Stirling Moss und Graham Hill einen Werks-T39, fielen aber aus. In Le Mans wurden Ed Hugus und John Bentley Achte in der Endwertung. Diese Aufzählung ließe sich noch lange fortführen, denn die T39 wurden bis Mitte der 1960er-Jahre erfolgreich eingesetzt.